# Banc Sabadell
El Banc Sabadell, oficialment Banco de Sabadell, és una entitat financera constituïda com a societat anònima, fundada a Sabadell el 1881. La seu social i fiscal es troba de nou a Sabadell, la seu operativa a Sant Cugat del Vallès i la seu corporativa a les oficines centrals de la Torre Banc Sabadell, a l'Avinguda Diagonal de Barcelona. És la marca principal del Grup Banc Sabadell, un grup bancari de capital privat català integrat per diversos bancs, marques, societats filials i societats participades que abasten diversos àmbits del negoci financer.
A maig del 2022 era el quart banc d'Espanya, amb uns actius totals 235.173 milions d'euros en 2023 i uns beneficis de 1.332 millones en 2023. Des de 1999 el seu president és Josep Oliu i Creus, i en 2020, César González-Bueno fou nomenat conseller delegat en substitució de Jaume Guardiola i Romojaro.

## Història

### Fundació
Al final del segle xix Sabadell era una ciutat-fàbrica amb uns divuit mil habitants, quatre mil dels quals dedicats a la indústria llanera. La producció llanera entre Sabadell i Terrassa representava el 66% de la producció estatal. A partir de 1875, els processos de mecanització van significar un increment de la productivitat, que va arribar a duplicar-se en alguns vapors. Això va fer que els industrials locals comencessin a acumular capital, i alguns d'ells es van començar a prestar-se diners entre ells. Es van especialitzar progressivament en el sector finances, tot i que ningú prestava diners a llarg termini, necessaris per poder comprar llanes provinents de països com l'Argentina o Austràlia. Fou així com la idea de crear un banc va sorgir entre els industrials. Crear una institució que facilités els pagaments a nivell local, crèdit a curt termini i que permetés inversions en matèries primeres internacionals. Ja existia a la ciutat la Caixa d'Estalvis de Sabadell, creada el 1859, creada per promoure el petit estalvi, però no permetia aquest tipus d'operacions.
El 31 de desembre de 1881, un col·lectiu de 127 empresaris i comerciants de Sabadell impulsats pel Gremi de Fabricants de Sabadell van fundar el banc, a fi de finançar la indústria local i proveir-la de matèries primeres (llana i carbó) en condicions més favorables. A l'escriptura, hi consta un capital social de 10 milions de pessetes, aportat per 127 accionistes, tots de Sabadell, llevat de cinc de Barcelona i un de Barberà del Vallès. La primera oficina del Banc es va ubicar als baixos de l'edifici del Gremi. Més enllà del negoci estrictament financer, durant els seus primers anys de vida el banc també es va dedicar a la compra-venda de matèries primeres, importació de maquinària o instal·lacions elèctriques. Aquesta etapa va durar aproximadament fins a 1907, quan Banc Sabadell decideix liquidar els seus negocis no bancaris i enfocar-se en la banca comercial.
El 1953, amb l'objectiu de preservar la independència de l'entitat, els accionistes constitueixen un pacte de sindicació d'accions, segons el qual ningú podia superar el 0,7% del capital. El 26 de juny de 1954 va inaugurar la seva primera oficina de propietat a la plaça de Sant Roc, entre l'Ajuntament i l'antic ateneu sabadellenc. L'edifici fou dissenyat per l'arquitecte Lluís Bonet i Garí.

### Expansió estatal
El 1965, comença l'expansió territorial cap a les poblacions més properes, quan l'entitat va obrir una segona oficina a Sant Cugat del Vallès. El mateix any obririen oficina a Cerdanyola del Vallès, Ripollet i a Castellar. A Barcelona arribaria el 1970. El 1977 va obrir una primera oficina fora de Catalunya, a Madrid, i el 1978 comença la seva expansió internacional: s'inaugura a Londres, al cor de la City, la primera oficina a l'estranger. Poc després, el 1987 obriria una oficina a París.
Banc Sabadell destaca per ser l'entitat pionera en informatitzar la banca espanyola. El 1986 va introduir com a nous canals de comunicació i servei al client la banca a distància a través del telèfon (Fonobanc) i l'ordinador (Infobanc). Dos anys després va crear Sabadell MultiBanca, el banc especialitzat en la gestió de patrimonis i banca privada, actualment conegut com a Sabadell Banca Privada. Va néixer així formalment el Grup Banc Sabadell. Finalment, el 1998 l'entitat va llençar el primer servei de banca per Internet, BancSabadellNet. El 2023, el banc va reorganitzar el seu negoci digital i va llançar una nova filial, Sabadell Digital, que integra tot el negoci digital del banc, des del desenvolupament d’aplicacions i programari fins a la ciberseguretat. Aquesta reorganització va tenir com a objectiu captar més talent digital i retenir el que tenien.

### Sortida a borsa
A partir de 1996, i sobretot amb el nomenament de Josep Oliu i Creus com a president el 1999, l'entitat comença una nova etapa d'expansió. L'entitat va començar a operar a Andorra el juny del 2000 com a Banc Sabadell d'Andorra. Posteriorment va sortir a borsa el 2001 i va entrar a cotitzar a l'ibex 35 el 2004. Aquest fet va suposar un canvi en la manera de fer de l'entitat, que fins al moment havia estat gestionada per un reduït nombre de famílies i enfocat principalment a la petita i mitjana empresa. Per evitar possibles ofertes hostils, Oliu va fer que La Caixa i el banc portuguès BCP adquirissin participacions per l'entitat d'un 15% i 5,3%, respectivament. D'aquesta manera es va aconseguir una estabilitat. Posteriorment tant la Caixa com el BCP reduirien llur participació en l'entitat vallesana. També va incorporar capital de grans fortunes catalanes a l'accionariat, com les de José Manuel Lara, Enrique Bañuelos, Isak Andic o Joaquim Folch Rusiñol, de Industrias Titan) que van arribar a tenir un pes superior al 7,5%, i van fer pactes de vendes preferents entre ells en cas de moviments accionarials.
El 2006 va celebrar el seu 125è aniversari al Palau Nacional de Barcelona, amb un sopar institucional al qual va assistir el llavors Príncep d'Astúries i una gran representació d'autoritats polítiques, econòmiques, socials i culturals de Catalunya i la resta de l'estat. En aquell moment el grup tenia una xarxa de 1.200 sucursals i era present a vint països, entre els quals destaquen la Xina, l'Índia, el Líban o Turquia.

### Període d'adquisicions
Durant aquest període, el banc va adquirir i integrar altres bancs al grup: NatWest Espanya (1996), el 10 % del Banco Bajío de Mèxic (1998), el 20 % del Grupo Financiero BHD de la República Dominicana(1999), Banco Herrero (2000), Banc Atlàntic (2004), Banco Urquijo (2006), TransAtlantic Bank (2007), Mellon United National Bank (2009), Banco Guipuzcoano (2010), Lydian Private Bank (2011), Banc CAM (2012), adquirit per només un euro, la xarxa de Banco Mare Nostrum a Catalunya i Aragó, provinent de Caixa Penedès (2013), la xarxa de Lloyds TSB a Espanya, Banco Gallego i JGB Bank(2013). Durant aquest període es va adaptar el nom del banc als diversos processos d'integració (SabadellAtlántico, Sabadell Herrero o Sabadell CAM) fins que el 2015 es van reunificar les marques a «Sabadell». Es va decidir però, mantenir de moment les marques SabadellUrquijo i SabadellSolbank. Als Estats Units, el 2010 va unificar tota la seva presència sota la marca Sabadell United Bank.

### Dècada del 2010
L'any 2013, Banc Sabadell va rebre una injecció de capital de 650 milions d'euros per part del colombià Jaime Gilinski i el mexicà David Martínez. Amb aquests diners, el banquer colombià esdevé el major accionista del banc de manera individual. L'octubre de 2014, Gilinski ampliarà la seva participació fins al 7,5% de Banc Sabadell. Posteriorment vendria totes les seves accions. L'agost de 2015, Banc Sabadell va obtenir la llicència per operar com a banc comercial a Mèxic. Durant el mateix mes, Banc Sabadell obtindria el 100% del capital social del banc britànic TSB Banking Group plc (TSB).
El 4 de gener de 2016, Banc Sabadell inicia formalment operacions com a banc d'empreses a Mèxic després de complir amb el procediment de certificació de la Comissió Nacional Bancària i de Valors i amb els requeriments exigits pel Banc de Mèxic. A la fi de 2016, va començar a desenvolupar la banca personal al país.

### Canvi de seu social
El 2 d'octubre, l'endemà del Referèndum sobre la independència de Catalunya, diverses empreses de l'Estat, com Renfe, Adif, Ports de l'Estat, RTVE van treure milers de milions de dipòsits de CaixaBank i el Banc de Sabadell, i el 5 d'octubre de 2017 el Banc va canviar la seva seu social a Alacant. Pretenia que el motiu era garantir la seguretat dels seus dipòsits i clients arran del procés independentista català. El 6 d'octubre el govern de l'estat va aprovar un reial decret-llei per facilitar el trasllat exprés de les empreses de Catalunya. Es va valorar el trasllat a ciutats com Madrid o Oviedo, però finalment es va triar Alacant, argumentant la quota de penetració en aquesta província i l'existència d'un gran nombre d'empleats. Alguns mitjans van dir que aquest fet va provocar una forta retirada de dipòsits de l'entitat. La majoria de grups polítics del País Valencià van celebrar la decisió. El 2015 la seu del banc tona de nou a la seva ciutat d'origin Sabadell.
En 2017 administrava uns actius per valor de 211.000 milions d'euros, té 240.000 accionistes, 25.000 empleats i gairebé 2.800 oficines. Cotitza a la Borsa de Barcelona (SAB) i forma part de l'índex Indexcat.
El novembre de 2020, els principals accionistes eren el Fintech Advisory, Sanders Capital i BlackRock, que controlen una mica més d'un 3% del capital. César González-Bueno fou nomenat conseller delegat en substitució de Jaume Guardiola i Romojaro.
En 2020, es va plantejar la compra del banc per part del Banco Bilbao Vizcaya Argentaria (BBVA), però l'operació va fracassar. El desembre de 2020 la Comissió Nacional del Mercat de Valors va multar el banc amb dos milions d'euros després de detectar «deficiències» en el procés d'avaluació de la conveniència dels clients interessats en productes financers. i César González-Bueno fou nomenat conseller delegat en substitució de Jaume Guardiola i Romojaro.

### L'efecte rebot després de la pandèmia
L'impacte de l'aturada de l'activitat per la pandèmia de COVID-19 va arribar a fer caure el valor de la seva acció fins a 27 cèntims per acció. El valor però es va convertir en l'empresa de l'Ibex amb un creixement relatiu més important els següents anys, de manera que el novembre de 2023 l'acció s'havia revaloritzat fins als 1,3 euros. Deutsche Bank va adquirir un 3,006% de l'entitat el gener de 2024 a través de la gestora DWS Group, fet que el convertia en un dels grans accionistes. Per davant se situaven en aquell moment el fons d'inversió BlackRock amb el 3,965%, l'inversor mexicà David Martínez Guzmán que el 2019 va augmentar la seva participació fins gairebé el 3,5% i un altre fons d'inversió, Dimensional Fund Advisors, amb un 3,011%.

### Oferta d'absorció del BBVA i retorn de la seu a Sabadell
En maig de 2024 l'entitat va rebutjar una nova oferta d'absorció del BBVA i el rebuig fou contestat amb Oferta pública d'adquisició hostil, àmpliament rebutjada pels partits polítics, immersos en la campanya per les eleccions al Parlament de Catalunya de 2024, El 22 de gener de 2025 el consell d’administració va aprovar retornar el domicili al número 20 de la Plaça de Sant Roc de Sabadell, i ho va comunicar a la Comissió Nacional del Mercat de Valors (CNMV). El 30 d'abril de 2025 la Comissió Nacional dels Mercats i la Competència va autoritzar l'operació, amb condicions.

## ActivoBank
ActivoBank és una marca comercial amb què opera a Espanya, i que centra la seva activitat financera en clients particulars que operen únicament a través de canals de banca per Internet o telèfon. Tot i que té una identitat diferenciada, la seva fitxa bancària i l'estructura societària són les de Banc Sabadell, motiu pel qual n'és el dipositari únic dels actius. Fou fundada l'any 2000, com a resultat d'una aliança empresarial entre Banc Sabadell i el Banco Comercial Português, per constituir una entitat especialitzada en banca en línia. La societat va ser donada d'alta al Registre de Bancs i Banquers del Banco de España l'11 de desembre del mateix any. Tanmateix, a les acaballes de l'octubre de 2002, Banc Sabadell decidí adquirir al Banco Comercial Portugués el 46,6% que tenia de la societat, amb la intenció de gestionar-la en solitari. Un any després, decidí absorbir la societat, per la qual cosa el 30 de juny de 2003 es va donar de baixa del Registre de Bancs i Banquers; i des d'aquell moment ActivoBank passà a operar simplement com una marca comercial de Banc Sabadell.

## Seus

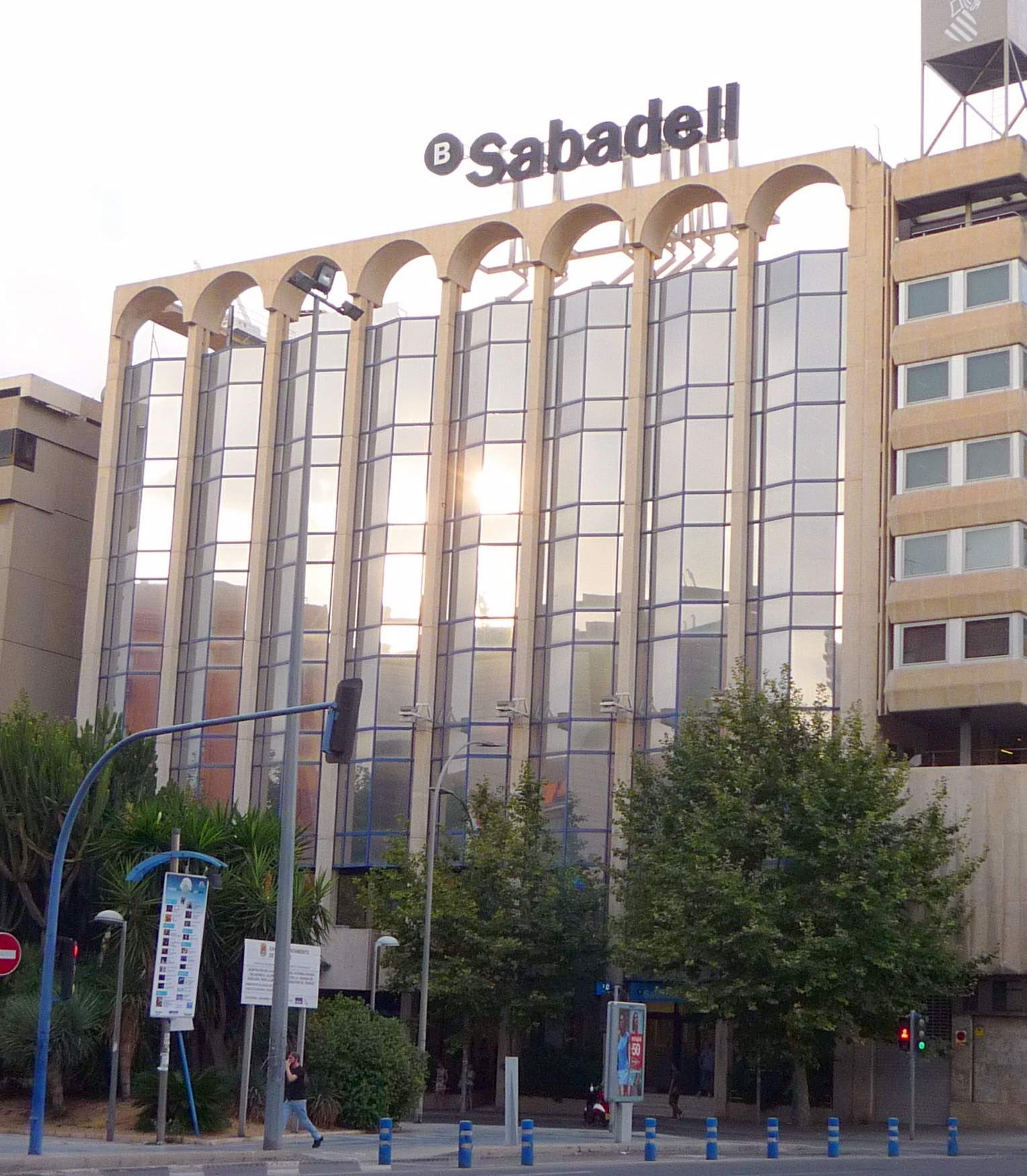
Seu social a Alacant
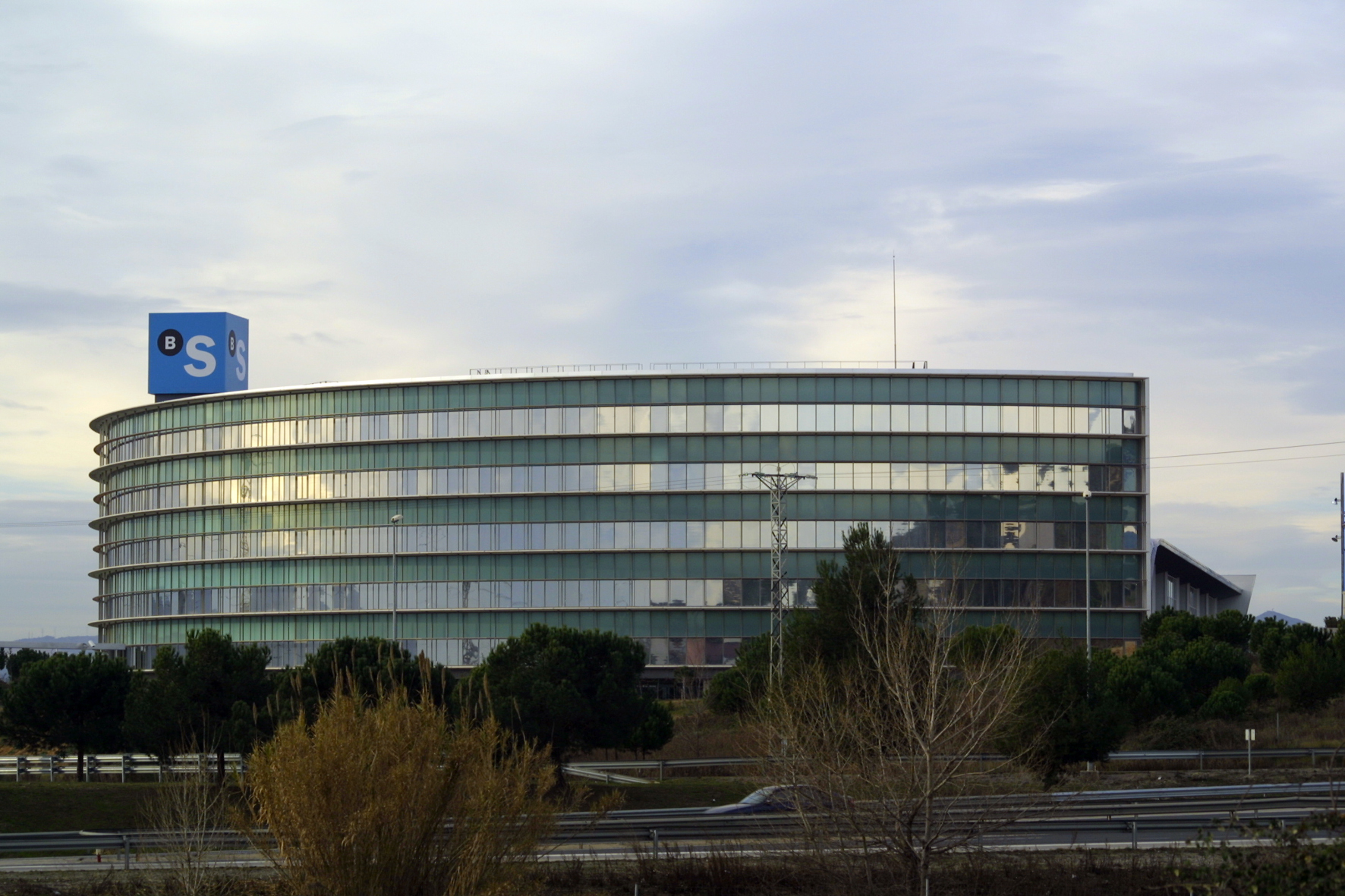
Seu corporativa Sant Cugat
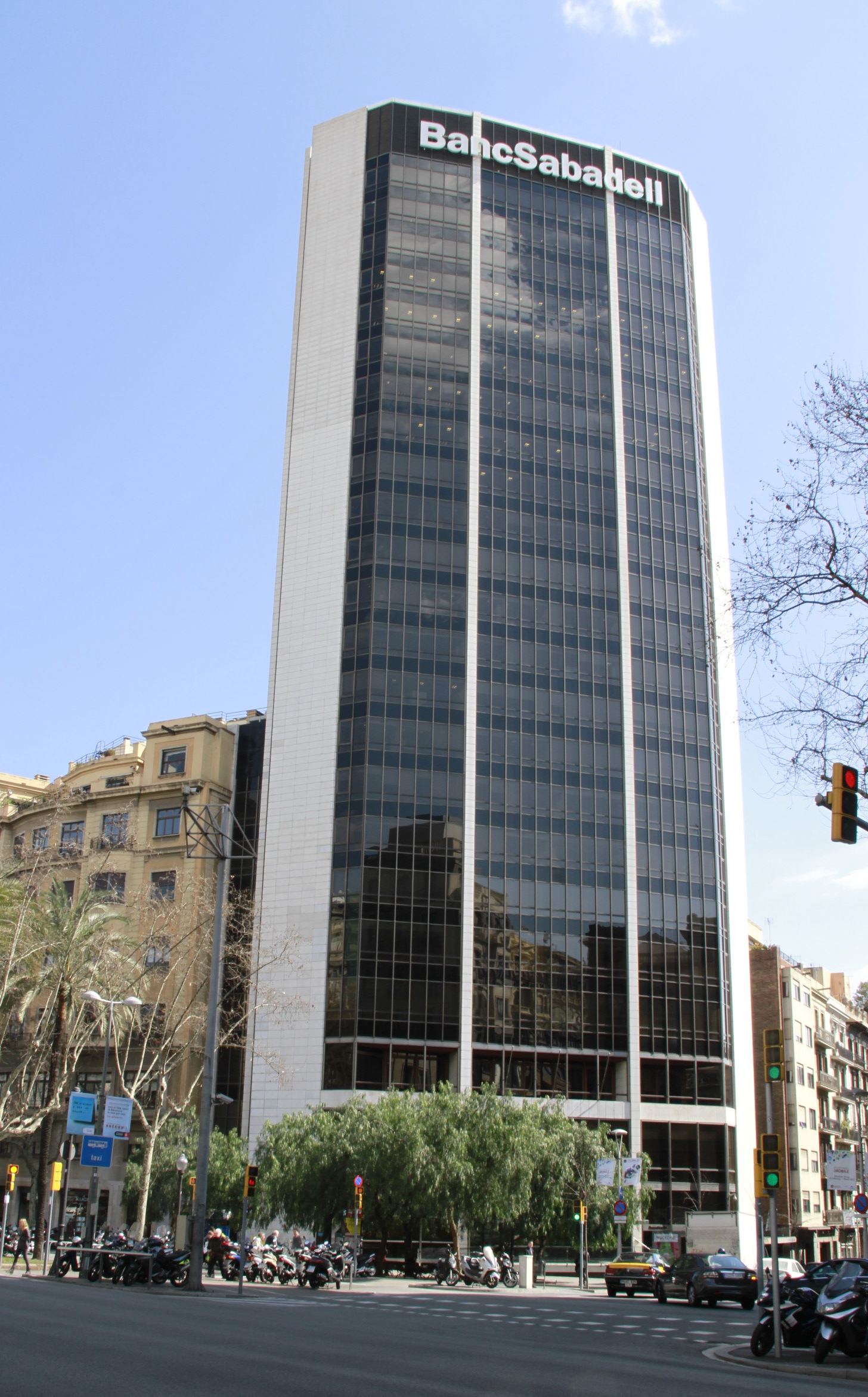
Seu de Barcelona
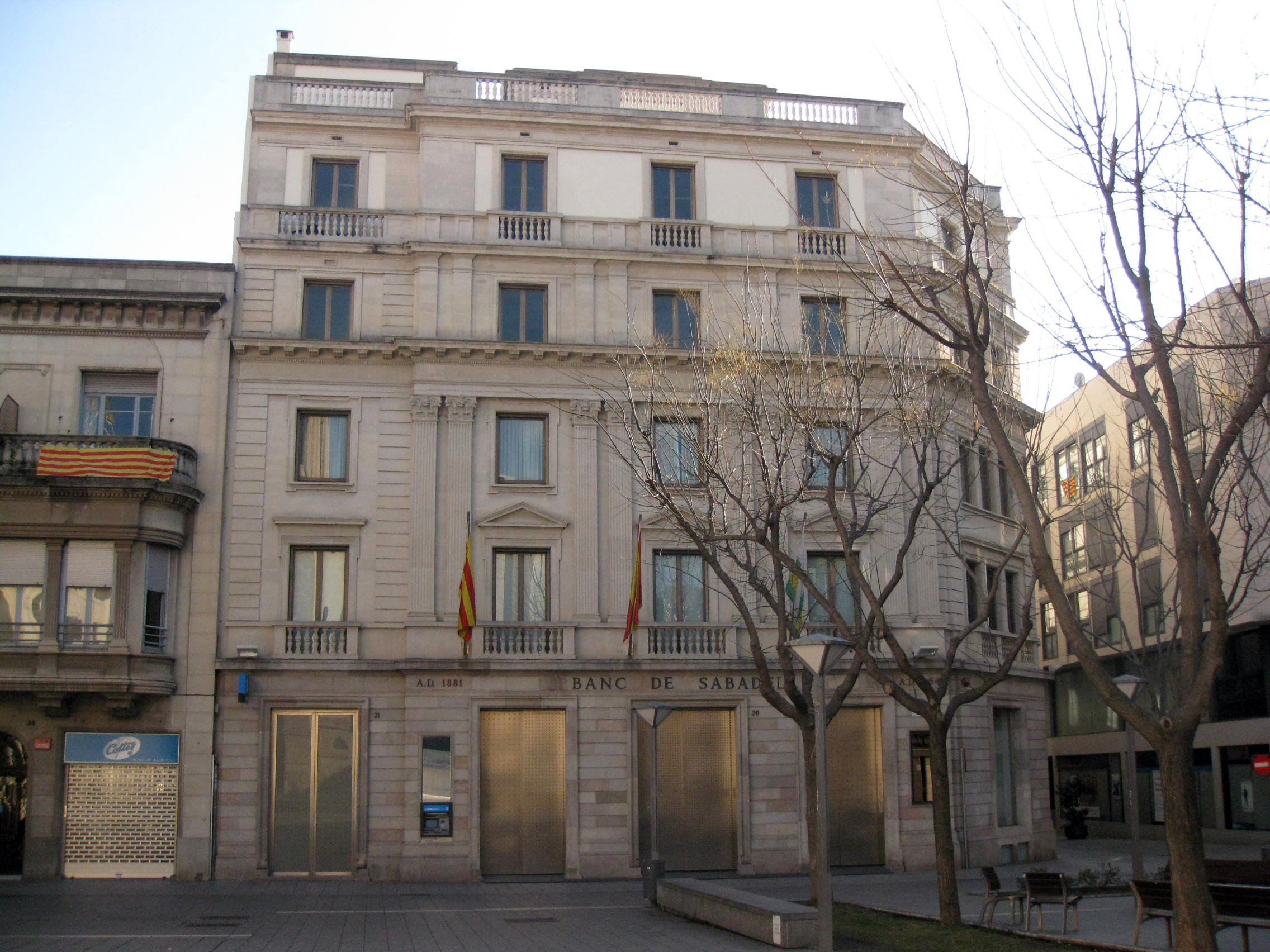
Edifici històric a Sabadell
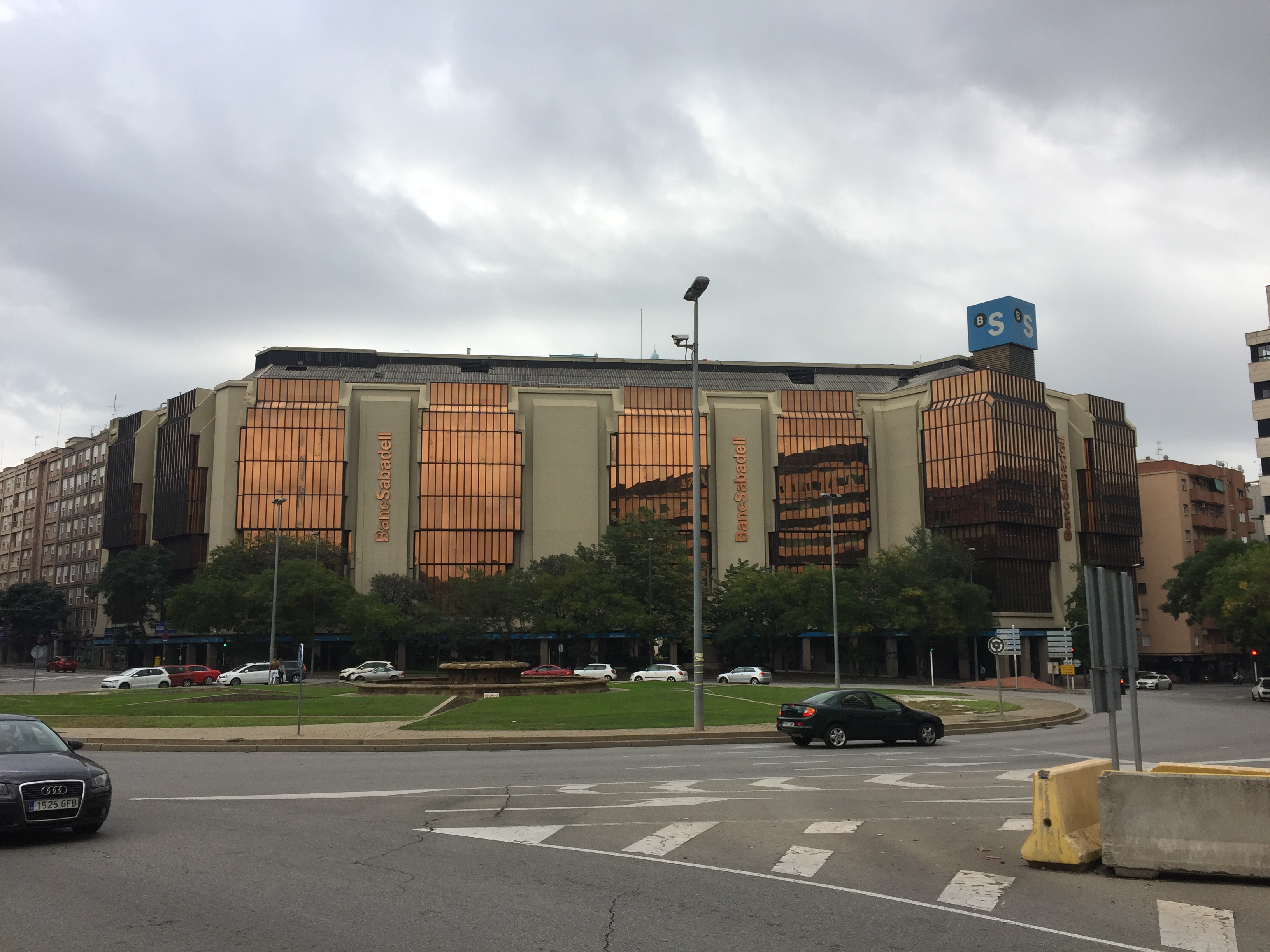
Serveis centrals de Sabadell

## Consell d'administració
A data agost de 2024 el consell d'administració de l'entitat estava format per:
- President: Josep Oliu i Creus
- Vicepresident: Pedro Fontana García
- Conseller delegat: César González-Bueno Mayer Wittgenstein
- Consellers:
  - George Donald Johnston III
  - Aurora Catá Sala
  - Ana Colonques García-Planas
  - Lluís Deulofeu Fuguet
  - María José García Beato
  - Mireia Giné Torrens
  - Laura González Molero
  - David Martínez Guzmán
  - Alicia Reyes Revuelta
  - Manuel Valls i Morató
  - David Vegara i Figueras
  - Pedro Viñolas Serra

- Secretari no conseller: Miquel Roca i Junyent
- Vicesecretari no conseller: Gonzalo Barettino Coloma

### Presidents
Llista no completa de presidents de l'entitat:
- Joan Baptista Corominas i Pla (1881-1887)[11]
- Francesc Monràs (director general)
- Ferran Casablancas i Planell (1926-1936 i 1946-1960)
- Joan Corominas i Vila (1976-1999)[55]
- Josep Oliu i Creus (1999-actualitat)

## Fundació Banc Sabadell
La Fundació Banc Sabadell, dirigida per Miquel Molins des de 2011, disposa d'una col·lecció d'art àmplia i heterogènia, però a l'hora dispersa pel que fa a continguts. Disposa d'un fons destacat pel que fa a pintura catalana del segle xx, així com d'artistes internacionals. Entre el seu fons s'inclouen obres de Ramon Casas, Marià Fortuny, Santiago Rusiñol, Joaquim Mir, Hermen Anglada Camarasa, Luis Gordillo, José Guerrero, Joan Hernández-Pijuan, Albert Ràfols Casamada, Antonio Saura, Antoni Tàpies, Soledad Sevilla o Jordi Teixidor, entre molts d'altres. La seva col·lecció també disposa d'escultures i fotografies, entre les quals destaquen obres de Xavier Miserachs o Joan Fontcuberta.

## Crítiques
El sector bancari ha rebut importants crítiques des de l'esclat de la crisi financera de 2008. El Sabadell va heretar un volum de participacions preferents en adquirir el control de la Caixa Mediterrani (CAM). L'entitat va oferir als seus clients bescanviar-les per accions, mitjançant una quitança i alhora un cupó anual per compensar la pèrdua de valor. Bona part dels clients van acceptar el tracte, però l'Audiència Nacional va donar la raó al grup de clients que es va querellar contra el banc en sentenciar que aquest era el responsable civil del producte col·locat per la CAM. Va passar el mateix amb una sentència del Tribunal Suprem en referències a quotes participatives emeses en el seu dia per la CAM.
El conseller delegat de l'entitat va defensar la validesa de les clàusules sol, poc abans de ser declarades nul·les pel Tribunal Suprem. El 2017 el banc va haver de fer provisions d'uns 500 milions d'euros per afrontar els pagaments vinculats a aquest tipus de reclamacions.
El febrer del 2018 fou condemnat a pagar més d'un milió d'euros a una veïna de Sabadell per haver-li venut una hipoteca de tipus swap, ja que es tractava d'un producte financer complex venut a un client minorista no professional.